# Нојенкирхен (Басум)
Нојенкирхен (њем. Neuenkirchen) општина је у њемачкој савезној држави Доња Саксонија. Једно је од 47 општинских средишта округа Дипхолц. Према процјени из 2010. у општини је живјело 1.155 становника. Посједује регионалну шифру (AGS) 3251028.

## Географски и демографски подаци
Нојенкирхен се налази у савезној држави Доња Саксонија у округу Дипхолц. Општина се налази на надморској висини од 60 метара. Површина општине износи 14,7 km². У самом мјесту је, према процјени из 2010. године, живјело 1.155 становника. Просјечна густина становништва износи 79 становника/km².